# Héro a Leandros

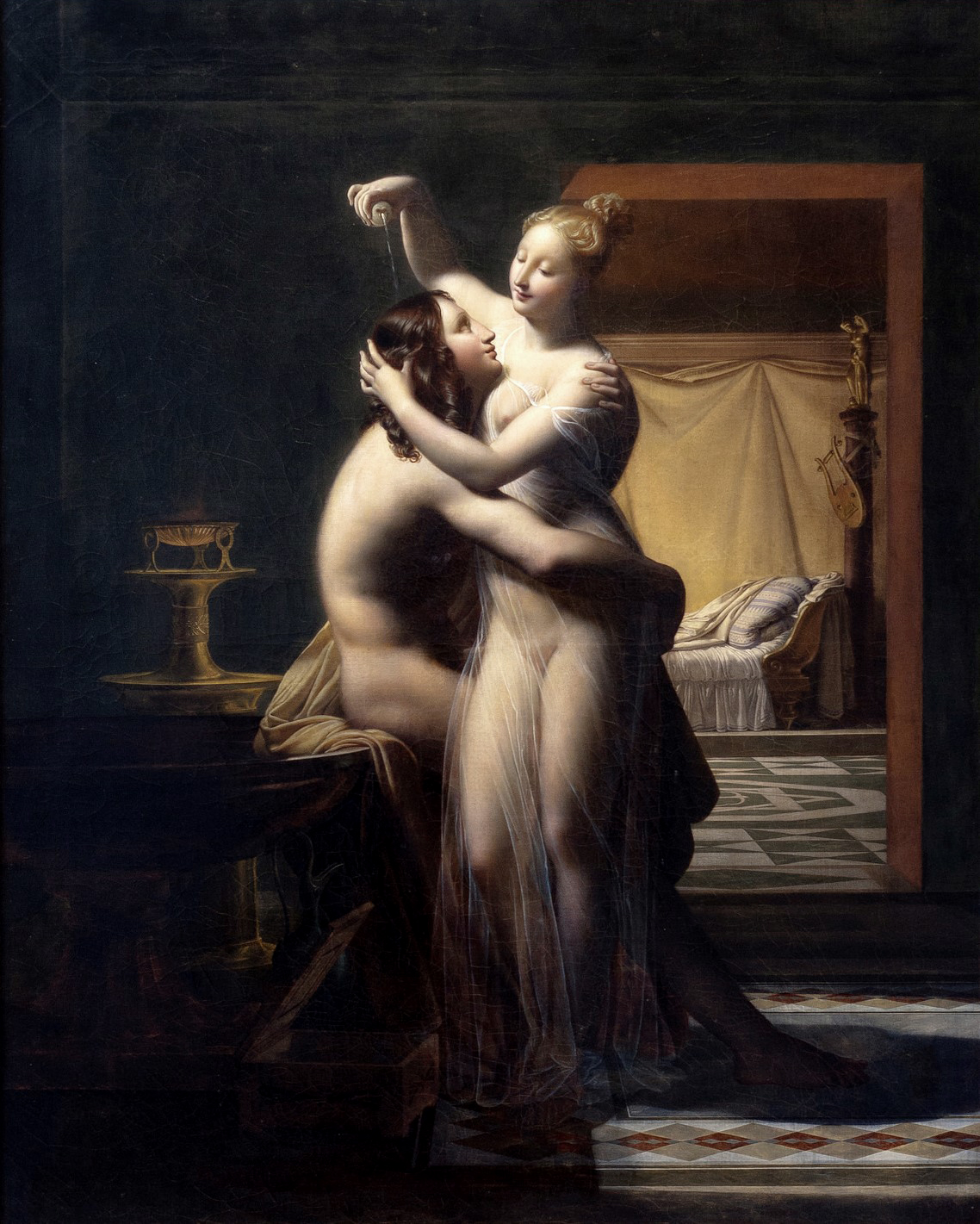
Leandros a Hero, autor: Pierre-Claude Delorme (1783–1859)

Antický příběh o tragické lásce mladíka Leandra a Héro, kněžky bohyně Afrodity. Leandros žil v Abydu na maloasijské straně Helléspontu a Héro bydlela ve věži v Sestu na evropském břehu.
Leandros (starořecky Λέανδρος, Leandros, latinsky Leander, Leandrus) je v řecké mytologii hrdina slavného milostného příběhu.
Leandros se do Héro zamiloval a ona jeho lásku opětovala. Héro však vzhledem ke svému postavení musela svou lásku tajit a proto se scházeli v noci. Mořská úžina nebyla pro Leandra překážkou, po setmění Héro zavěsila na věž lampu a Leandros řízený světlem lampy k ní pokaždé připlaval.
Osud jejich lásce však určil tragický konec. Jedné bouřlivé noci sfoukl vítr lampu a Leandros plavající přes neklidné mořské vlny ztratil směr a utopil se. Vlny pak vyhodily jeho mrtvé tělo na břeh pod věž jeho milenky. Když ho Héro na úsvitu uviděla, ze žalu ukončila svůj život skokem z věže. Ráno jejich těla pak lidé našli mrtvá na ostrých skalách, ležící věrně u sebe i po smrti.